# Walk on (canción de U2)
«Walk on» es una canción de la banda de rock irlandesa U2, incluida en su álbum All That You Can't Leave Behind. Fue lanzada como sencillo en noviembre de 2001. Está dedicada a Aung San Suu Kyi.

## Video
La canción tiene 2 vídeo clips: la versión internacional, filmada en Río de Janeiro, y la versión para Estados Unidos, filmada en Londres. Ambos vídeos están incluidos en la colección U218 Videos.

## En directo
La canción fue tocada en directo por el grupo durante todo el Elevation Tour de 2001, utilizándose para cerrar los conciertos. Más tarde, apareció en unos pocos conciertos del Vertigo Tour de 2005-06, y después también formó parte del 360° Tour de 2009-11, tocándose en todos los conciertos de la gira.

## Posicionamiento
- #1 (Canadá)
- #3 (Letonia)
- #5 (UK)
- #9 (Australia)
- #10 (US Modern Rock Tracks)
- #19 (US Mainstream Rock Tracks)

- Datos: Q2567145